# SS 433
SS 433 — перший відкритий мікроквазар, одна з найекзотичніших зоряних систем, які до цього часу спостерігались. Це затемнювано-подвійна рентгенівська зоряна система, головним компонентом якої швидше за все є чорна діра зоряної маси (або нейтронна зоря), pp. 23–24. Спектр зорі-донора вказує на те, що це може бути зоря спектрального класу А, яка в процесі еволюції заповнила свою порожнину Роша і втрачає речовину через внутрішню точку Лагранжа зі швидкістю 10−4 M☉ на рік.
Зоряна система була відкрита 1976 року орбітальною рентгенівською астрономією Ariel V. Назва SS 433 походить від запису №433 у каталозі зір із потужними лініями емісії, укладеному 1977 року двома астрономами Західного резервного університету Кейза: Ніколасом Сандуліком (англ. Nicholas Sanduleak) та Сі. Брюсом Стефенсоном (англ. Bruce Stephenson); назва каталогу SS утворена першими літерами їхніх прізвищ. 
Система також відома як V1343 Орла.

## Розташування
SS 433 розташована за 5,5 кілопарсек від Сонячної системи у галактичній площині (галактичні координати: l = 39,7° та b= -2,2°), у центрі пекулярного залишку наднової W50, вік якого становить 104—105 років.

## Система
Центральний компактний об'єкт поглинає зорю-супутник, яка дуже швидко втрачає масу через акреційний диск, що сформувався довкола згаданого об'єкта. Маса об'єкту оцінюється до 16 мас Сонця, а маса акреційного диску — до трьох мас Сонця. Акреційний диск надзвичайно нагрівається у міру спірального спуску на компактний об'єкт, що спричиняє інтенсивне рентгенівське випромінювання та протилежні спрямовані джети з іонізованого водню  (T≈104 K) вздовж його осі обертання, тобто, над та під площиною акреції. Речовина джетів викидається зі швидкістю 26 % швидкості світла, pp. 23–24; , p. 508.
Потужне рентгенівське випромінювання переробляється оптично товстим акреційним диском у випромінювання видимого діапазону. Профілі рухомих спектральних ліній мають складну та багатокомпонентну структуру, яка свідчить про те,  що речовина в релятивістських струменях викидається окремими згустками.
Припускається, що зоря-донор мала масу, меншу за початкову масу головного компонента системи, а тому — триваліший період еволюції. Її маса оцінюється від 3, p. 25 до 30 мас Сонця.
Головний компонент системи та його супутник обертаються дуже близько один від одного (за космічними масштабами) — орбітальний період становить лише 13,08 дня, p. 510.

## Дані спостережень
Джети з головного об'єкта системи спрямовані перпендикулярно до його акреційного диску. Джети і диск мають прецесію довкола осі, нахиленої на 79° до умовної лінії між Землею та SS 433. Кут між джетами та віссю становить близько 20°, а період прецесії — близько 162,5 днів. Така прецесія означає, що інколи джети більше спрямовані на Землю, деколи менше, і це утворює сині та червоні зсуви Доплера у видимому спектрі, який спостерігається, p. 508. Крім того, прецесія означає, що джети утворюють у космосі конусоподібну поверхню, що розширюється. Ці струмені потрапляють на газопилові хмари, які оточують залишок наднової W50, і надають їм витягнутої форми.
Спостереження 2004 року за допомогою Very Long Baseline Array протягом 42 послідовних днів надали нові дані та розуміння, що відбувається з джетами. Видається, що джети інколи невдовзі після утворення зіштовхуються з речовиною й стають яскравішими. Речовина, з якою зіштовхуються джети, час від часу замінюється новою, але не завжди, що спричиняє змінність у яскравішанні джетів.
На спектр SS 433 впливають не лише Доплерівський зсув, а й релятивістські ефекти: якщо відокремити вплив ефекту Доплера, наявний залишковий червоний зсув, який відповідає швидкості приблизно 12 000 км/с. Це не є фактичною швидкістю системи відносно Землі; це радше є наслідком релятивістського уповільнення часу, тобто нам здається, що частинки у джетах, які рухаються з релятивістською швидкістю, вібрують повільніше, ніж нерухомі, а тому їх випромінювання має додатковий червоний зсув (так само, наприклад, як годинники, які швидко рухаються у просторі, для нерухомого спостерігача йдуть повільніше), p. 508.